# Verkhnebakanski
Verkhnebakanski - Верхнебаканский (rus) és un possiólok del krai de Krasnodar, a Rússia. Es troba a la capçalera del riu Bakanka, a 15 km al nord-oest de Novorossiïsk i a 106 km al sud-oest de Krasnodar, la capital.
Pertany a aquest municipi el khútor de Gorni.